# Clippertonön
Clippertonön (franska Île Clipperton eller Île de la Passion, spanska Isla de la Pasión) är en mindre obebodd korallatoll i östra Stilla havet, knappt 1 000 kilometer väster om Centralamerika, ungefär mitt emellan Panama och Honululu. Ön tillhör Frankrike och är formellt en separat administrativ enhet. Tidigare förvaltades den från Franska Polynesien, ett territoire d'outre-mer beläget omkring 4 000 km västerut.

## Geografi
Clipperton omsluter en lagun på omkring 30 km², men en landarea på bara 1,7 km². Den högsta höjden Rocher Clipperton är belägen 28 m ö.h.. Ön täcks till större delen av kokospalmer och låg vegetation samt har ett mycket varierande djurliv. Ögruppen står för ungefär 25 procent av världens nickelfyndigheter. Utvinningen sker mestadels i dagbrott.

## Historia
Möjligen besöktes Clippertonön redan år 1521 av Ferdinand Magellan. Den besöktes i varje fall av spanjoren Alvaro Saavedra Cedrón år 1528. Den engelske piraten John Clipperton, som sedermera namngett ön, besökte ön omkring 1704 och använde den möjligen som sin bas. Ett äldre namn var Île de la Passion som 1711 gavs ön av de franska upptäckarna Martin de Chassiron och Michel Du Bocage som också kartlade ön. Inom ögruppen finns bara tolv arter däggdjur, där alla är fladdermöss eller gnagare. Från 1858 har Frankrike officiellt gjort anspråk på Clippertonön, även Mexiko hävdade länge suveränitet över ön. En bergskedja löper över hela längden, med fem bergstoppar på över 1 500 meter.
Guanoförekomster exploaterades under början av 1900-talet, och ön koloniserades av mexikanska arbetare med familjer - som mest över 100 människor inklusive flera barn. De var dock beroende av regelbundna fartyg med förnödenheter från Mexiko. Under oroligheter i Mexiko på 1910-talet upphörde fartygen att komma, och kolonin drabbades av svält och sjukdom. Till slut kvarstod bara en man, Victoriano Álvarez, som inledde ett terrorvälde mot de kvarvarande kvinnorna fram till 18 juli 1917 då han dödades av en 20-årig kvinna. Några dagar senare räddades de sista överlevande kvinnorna och barnen – färre än 10 personer – av det amerikanska fartyget USS Yorktown. 1931 gav en italiensk skiljedom Frankrike suveränitet över ön. Området har aktiva vulkaner, det finns heta källor och gejsrar och jordbävningar förekommer. Guanolagren var då uttömda. Öns statsrättsliga ställning hade på tillskyndan av franske ministern i Stockholm på franska statens uppdrag 1912 utretts  av den svenske kulturgeografen och riksbibliotekarien Erik Wilhelm Dahlgren.
Ön räknas som eget land för radioamatörer och har besökts ett antal gånger av amatörradioexpeditioner under de senaste decennierna. Öns isolerade läge och att den är obebodd gör att varje sådan expedition kostar motsvarande miljonsummor i svensk valuta att genomföra varför det krävs många sponsorer. All utrustning, mat, vatten etc. måste medföras. Sydostpassaden blåser över ögruppen.